# Stjärnflocka
Stjärnflocka eller Linnés döttrar (Astrantia major) är en art i släktet stjärnflockor och familjen flockblommiga växter som förekommer naturligt i centrala, östra och södra Europa. Stjärnflocka har funnits länge i svenska trädgårdar.
Den valdes av Perennagruppen (som är en sammanslutning av Sveriges perennaodlare inom GRO, Gröna Näringens riksorganisation) till årets perenn 2005.
Stjärnflocka är en flerårig ört som bildar täta ruggar och blir cirka 60 cm hög. Den trivs bäst i humusrik jord. Den blommar i juni-juli i Sverige.

## Underarter
Stjärnflockan har fem accepterade underarter:
- A. m. subsp. apenninica Wörz
- A. m. subsp. carinthiaca (Hoppe ex W.D.J.Koch) Arcang.
- A. m. subsp. elatior (Friv.) K.Malý
- A. m. subsp. major
- A. m. subsp. pyrenaica Wörz

## Bildgalleri

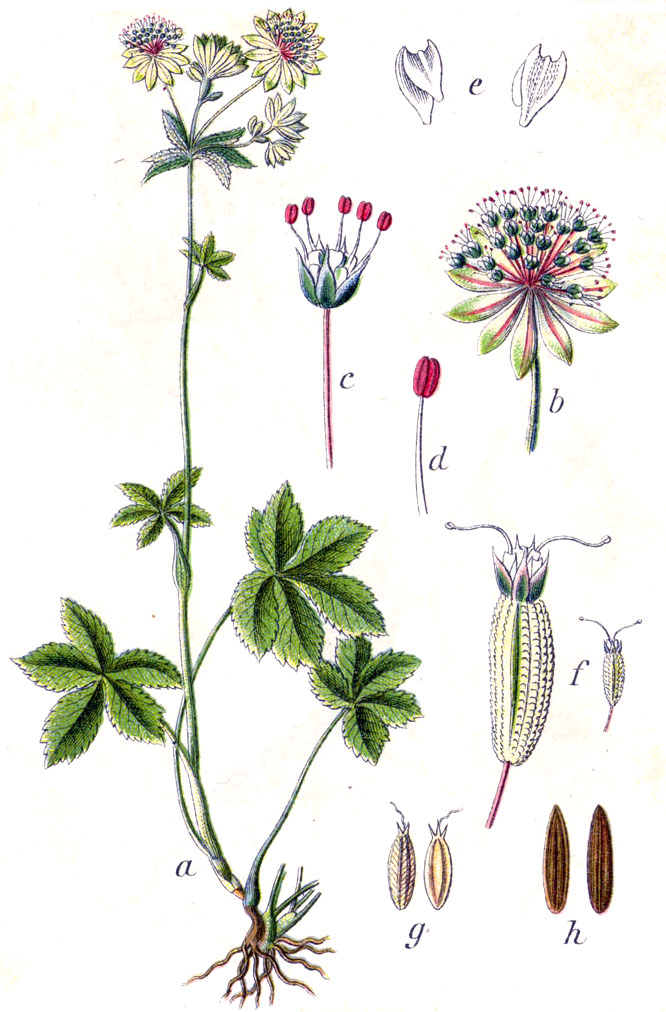
Illustration av växten.
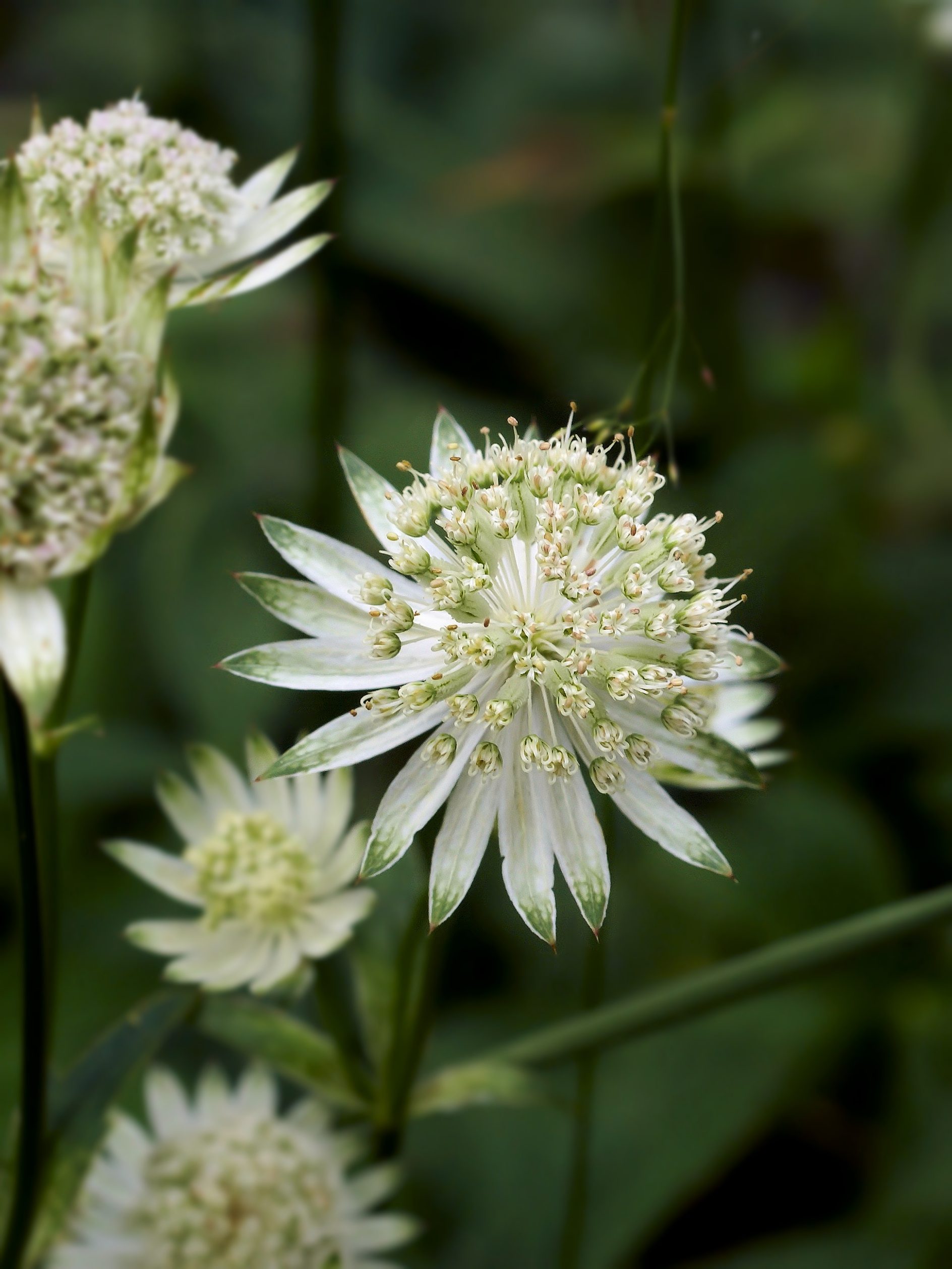
Blommor av stjärnflocka.
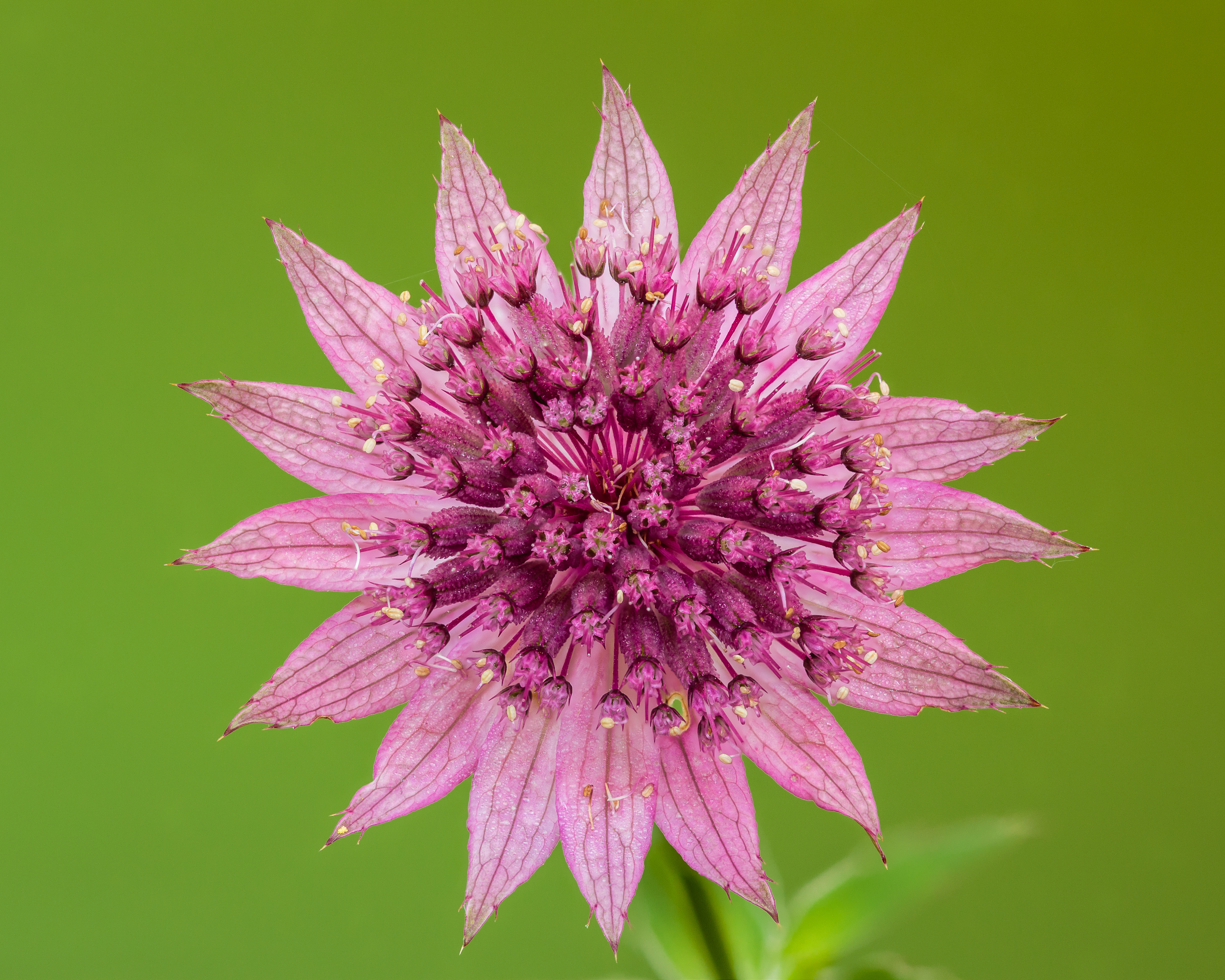
Blomma hos varieteten Roma.
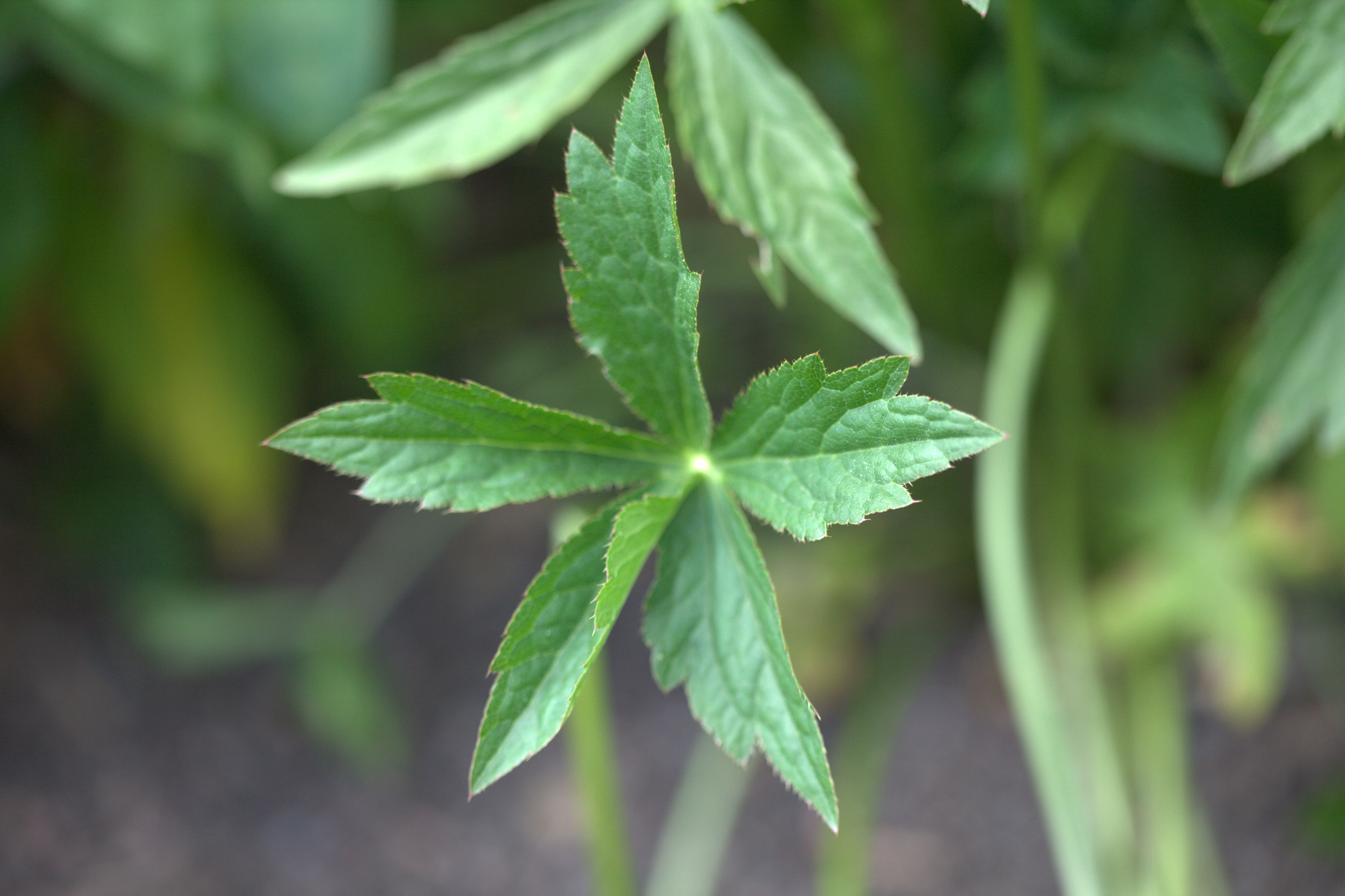
Blad hos varieteten Roma.
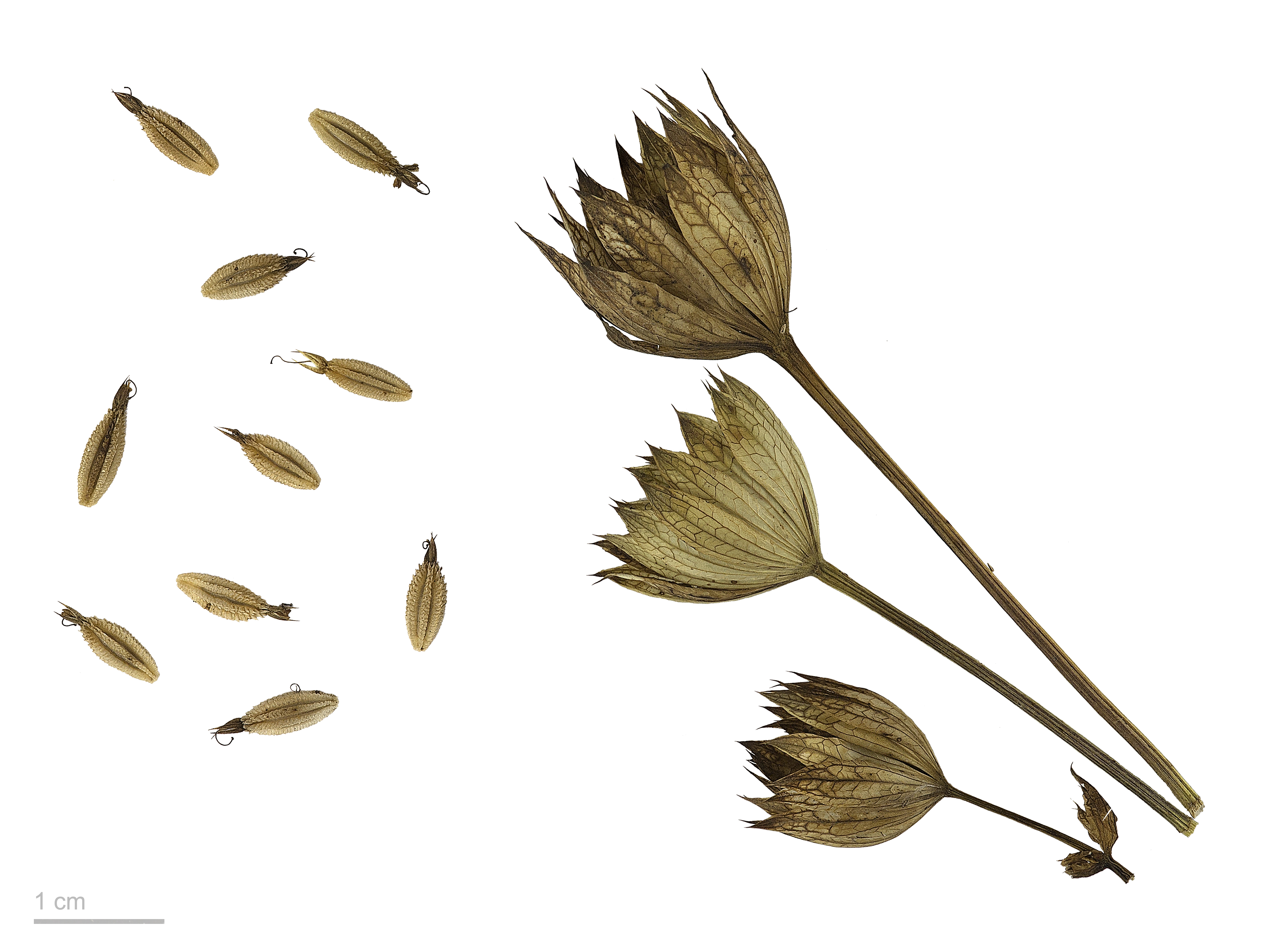
Frön av stjärnflocka.

## Synonymer
Synonymer enligt Plants of the World Online:

- Sanicula astrantia E.H.L.Krause

Till underarten A. m. apenninica
- Astrantia major var. apenninica (Wörz) Reduron

Till underarten A. m. carinthiaca
- Astrantia carinthiaca Hoppe ex W.D.J.Koch
- Astrantia major var. major-rosea Mert. & W.D.J.Koch

Till underarten A. m. elatior
- Astrantia elatior Friv.

Till underarten A. m. major
- Astrantia australis Huter & Porta ex H.Wolff
- Astrantia candida Mill.
- Astrantia caucasica Willd. ex Spreng.
- Astrantia ceretanica Sennen
- Astrantia europaea L. ex Rehmann
- Astrantia intermedia M.Bieb.
- Astrantia major var. brevicaule Losa & P.Monts.
- Astrantia major f. caucasica (Willd. ex Spreng.) Bolzon
- Astrantia major var. illyrica Borbás
- Astrantia major f. integra (K.Malý) Assenov
- Astrantia major var. integra K.Malý
- Astrantia major var. intermedia Boiss.
- Astrantia major var. involucrata W.D.J.Koch
- Astrantia major subsp. involucrata (W.D.J.Koch) Ces.
- Astrantia major var. major Wimm. & Grab.
- Astrantia major var. major-pallida Mert. & W.D.J.Koch
- Astrantia major var. maxima Kuntze
- Astrantia major var. minor Wimm. & Grab.
- Astrantia major var. minor-pallida Mert. & W.D.J.Koch
- Astrantia major var. minor-rosea Mert. & W.D.J.Koch
- Astrantia major subsp. ranunculifolia (Rchb.f.) Juel, R.E.Fr. & Örtendahl
- Astrantia montana Clairv.
- Astrantia nigra Scop.
- Astrantia pallida J.Presl ex W.D.J.Koch
- Astrantia ranunculifolia Rchb.f.
- Astrantia saniculifolia Salisb.
- Astrantia vulgaris Dalla Torre & Sarnth.
- Sanicula astrantia Garsault

Till underarten A. m. pyrenaica
- Astrantia major var. pyrenaica (Wörz) Reduron